# Niederglatt
Niederglatt est une commune suisse du canton de Zurich, située dans le district de Dielsdorf.
Située de part et d'autre de la Glatt, la commune comprend les villages de Niederglatt et de Nöschikon. Elle fit partie de la commune politique de Niederhasli jusqu'en 1840.

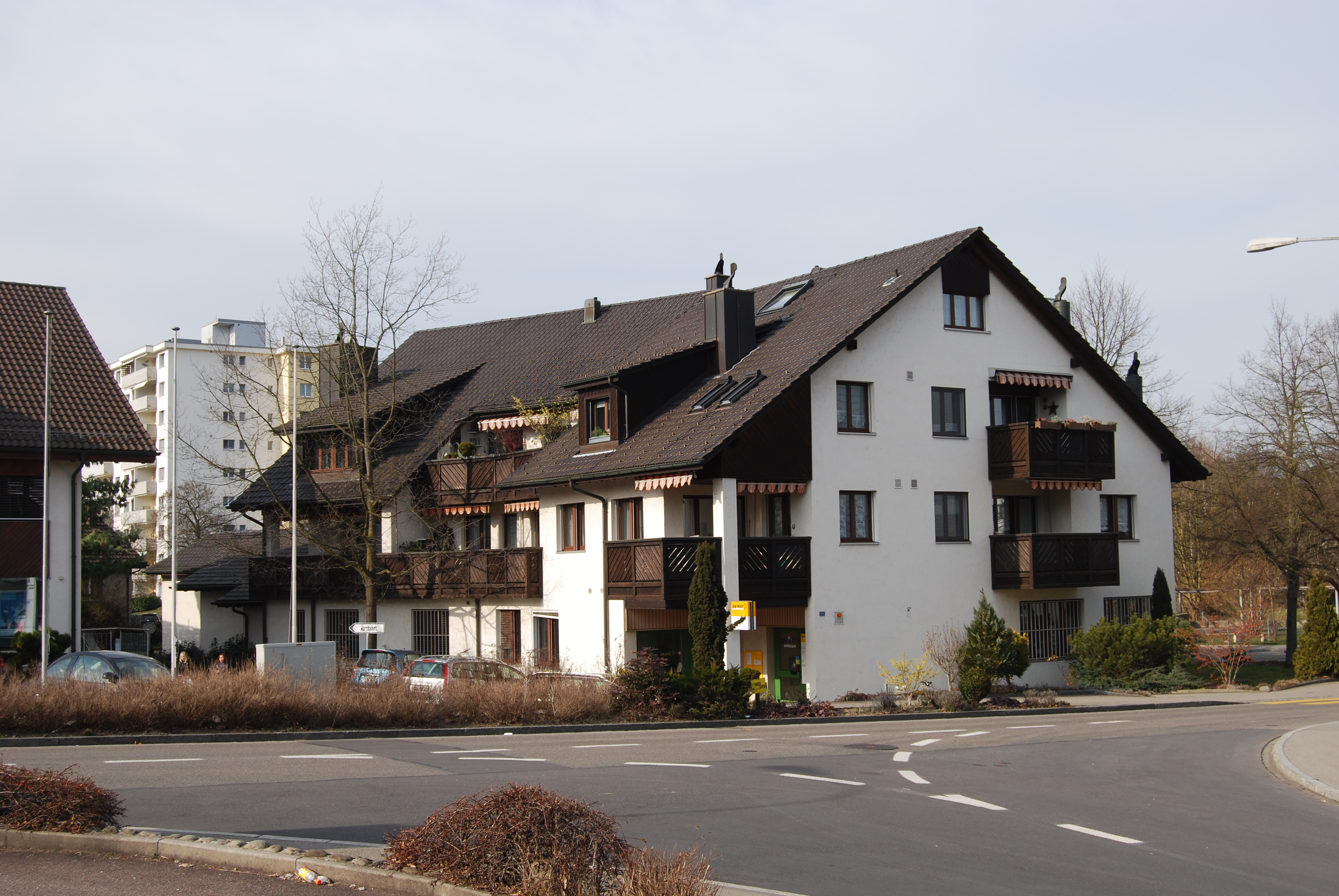
Niederglatt.

Photo aérienne (1964).

## Histoire
Une fouille archéologique d'urgence (1999) révéla les vestiges de quatre fonds de cabanes du XIe ou début du XIIe s., ainsi que les fondations de la chapelle filiale de Bülach, mentionnée en 1370, avec son cimetière. L'un des grands propriétaires fonciers de N. fut le chapitre du Grossmünster de Zurich, qui, en 1364, reprit de la famille du bourgmestre Rodolphe Brun la mayorie de N. ainsi que la basse justice (à la ville de Zurich en 1526). Pour la haute justice, N. dépendait du comté de Kybourg. Celui-ci passa à Zurich avec N. (1424, 1452); la région située sur la rive gauche de la Glatt fut attribuée au bailliage du Neuamt dès 1442, alors que la partie située sur la rive droite était toujours administrée par le comté de Kybourg. Les possessions de la chapelle de Nöschikon furent conservées malgré sa démolition en 1543. N. fait partie de la paroisse de Niederhasli depuis la Réforme. En 1698, les villageois s'opposèrent avec succès au projet des baillis de partager les biens communaux entre N. et Nöschikon. Au XVIIIe s., les habitants de N. travaillaient dans l'artisanat rural et l'industrie textile à domicile. A Nöschikon, un actif sur six était charpentier, maçon ou peintre. Les agriculteurs étaient spécialisés dans l'élevage des chevaux.
Une station sur la ligne Zurich-Bülach fut ouverte à N. en 1865, embranchement de la ligne Bülach-Baden dès 1877 (supprimée par les CFF en 1937). L'entreprise de construction Emil Krämer SA (magasin et dépôt) fut créée en 1913; la charpenterie et la scierie s'y ajoutèrent en 1928. La fabrique de papiers spéciaux Schindler & Cie ouvrit en 1937. Refonda, entreprise de recyclage d'aluminium filiale d'Alusuisse, s'installa en 1939; la fermeture du site en 1992 entraîna l'un des assainissements de décharge désaffectée les plus coûteux pour le canton de Zurich (plus de 12 millions de francs). Au cours des trente dernières années, N. est devenue une commune résidentielle de la banlieue de Zurich, avec quatre cinquièmes des actifs navetteurs en 2000.